# صالح آل بو عليان
صالح طلال آل بو عليان مواليد 2 مايو 2004 في القصيم ، السعودية، هو لاعب كرة قدم سعودي يلعب في نادي النجمة.